# 雙形花狸藻
雙形花狸藻（學名：Utricularia dimorphantha）為狸藻屬多年生中型浮生食虫植物。其种加词“dimorphantha”来源于希腊文“di-”、“morpha”和“anthos”，为“两种类型的花”，指其具有闭花受精和开花受精两种类型的花朵。雙形花狸藻为日本特有種，分布于日本東北地方、中部地方、近畿地方以及中國地方。雙形花狸藻瀕危。1906年，牧野富太郎最先描述了双形花狸藻。双形花狸藻为双倍体，染色體數为44，
双形花狸藻的茎稀疏分枝，長30至80公分。叶裂狀，間距約2至6公分。花通常为閉鎖花。晚秋時產生冬芽。